# Años 1060
Los años 1060 o década del 1060 empezó el 1 de enero del 1060 y terminó el 31 de diciembre del 1069.

## Acontecimientos
- Alejandro II sucede a Nicolás II como papa en el año 1061.
- Batalla de Graus

## Personas destacadas
Guillermo l de Inglaterra
Harald III de Noruega

Alejandro II (papa)